# دون غراناتو
دون غراناتو (بالإنجليزية: Don Granato)‏ هو لاعب هوكي جليد أمريكي، ولد في 11 أغسطس 1967 في دانرز غروف في الولايات المتحدة.

## وصلات خارجية
- دون غراناتو على موقع دوري الهوكي الوطني (الإنجليزية)
- دون غراناتو على موقع EliteProspects.com (الإنجليزية)
- دون غراناتو على موقع HockeyDB.com (الإنجليزية)